# Беломестцы
Беломестцы — юридический термин в средневековой Руси в XIV—XVI веках, обозначавший население, жившее в Белых слободах на белых землях и потому освобождённое от государственных налогов и повинностей (тягла), а также городских обывателей, освобождённых от тягла на основании жалованных грамот или именных указов, за особые государственные заслуги, лично или потомственно. 
Дворы таких обывателей носили название «беломестных дворов», в противоположность дворам «чернослободским», с которых причитались подати и повинности.